# Kleven Verft

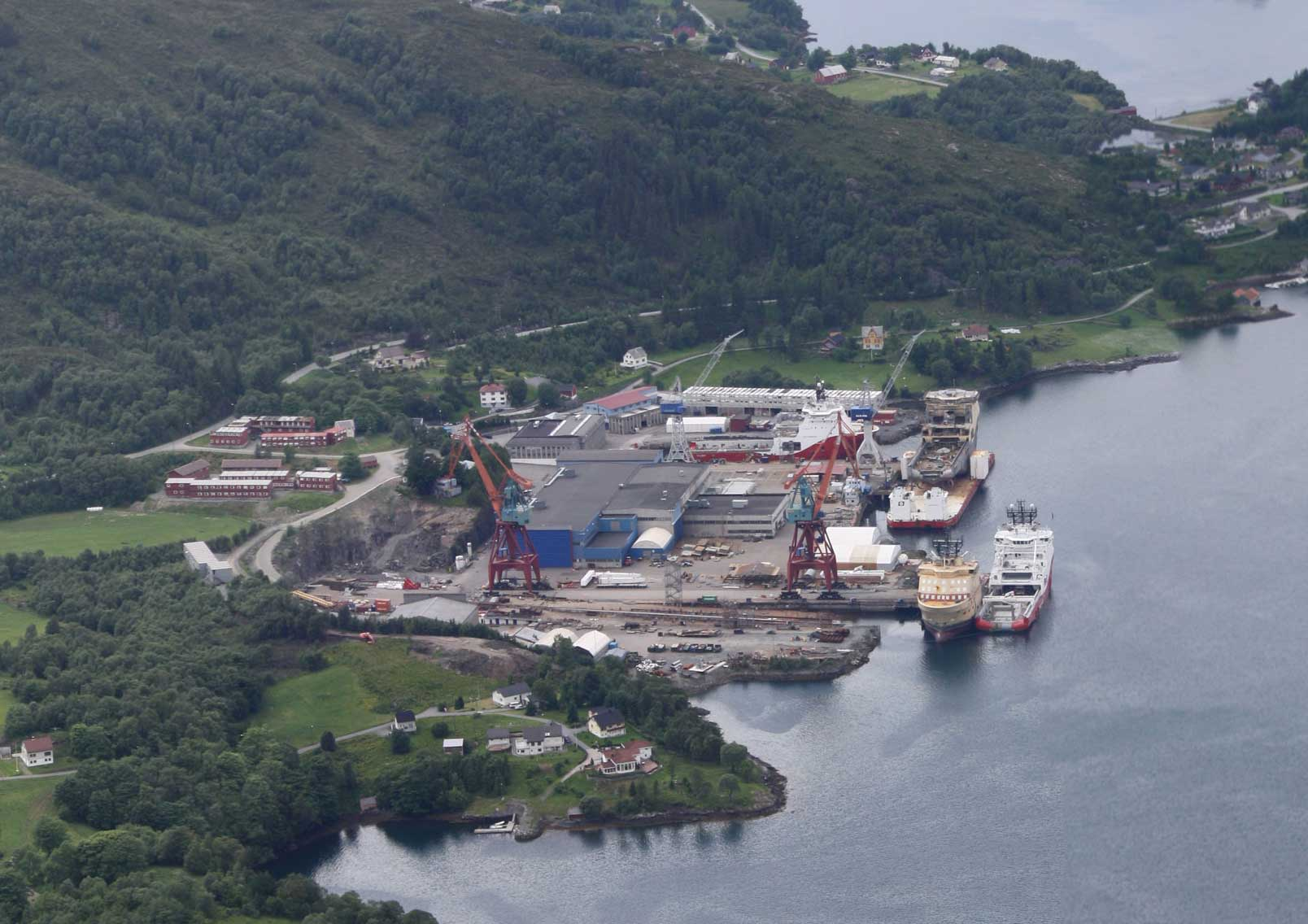
Kleven Verft, sett från Hasundhornet

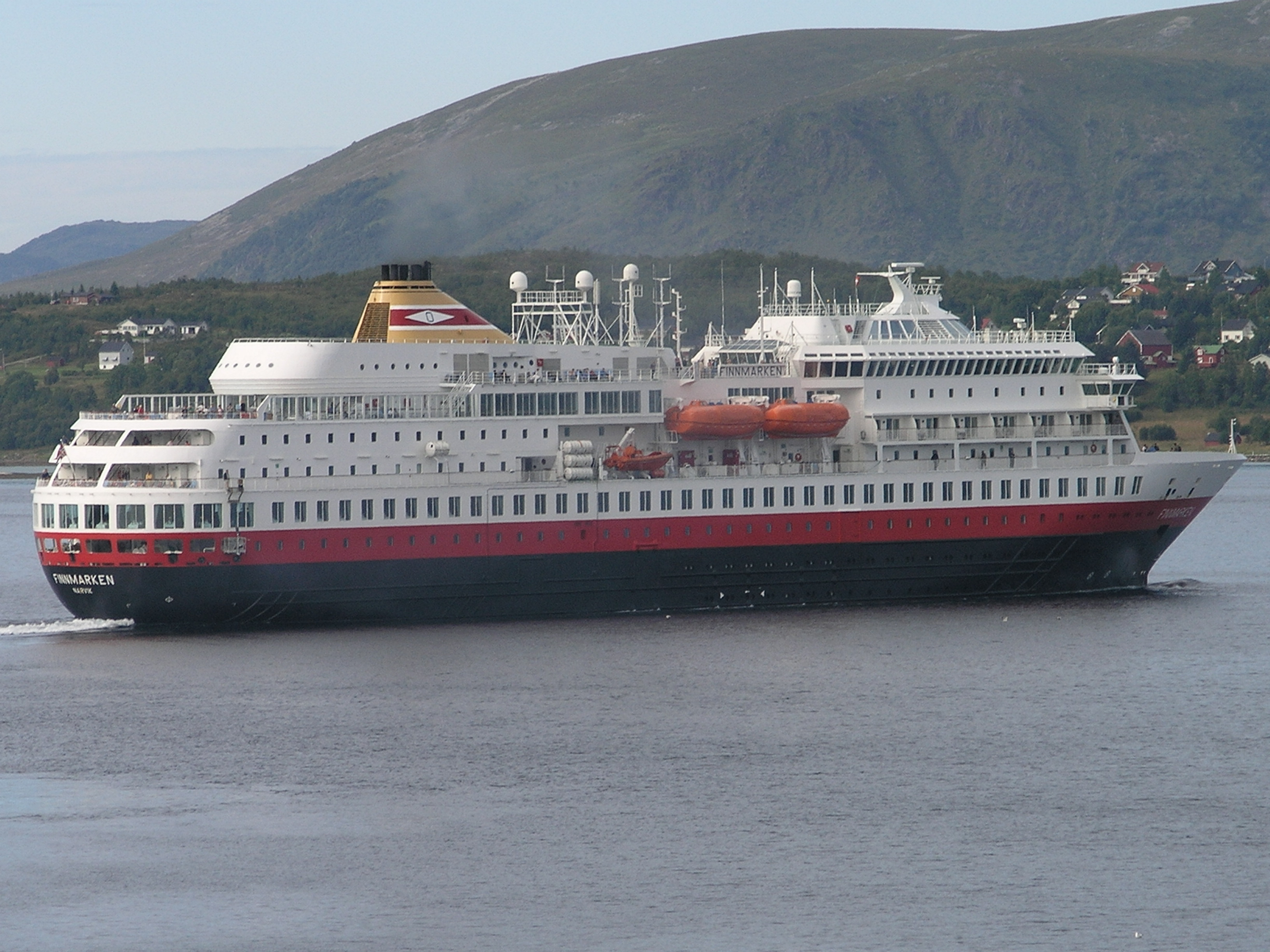
M/S Finnmarken på Hurtigrutten, levererad 2002

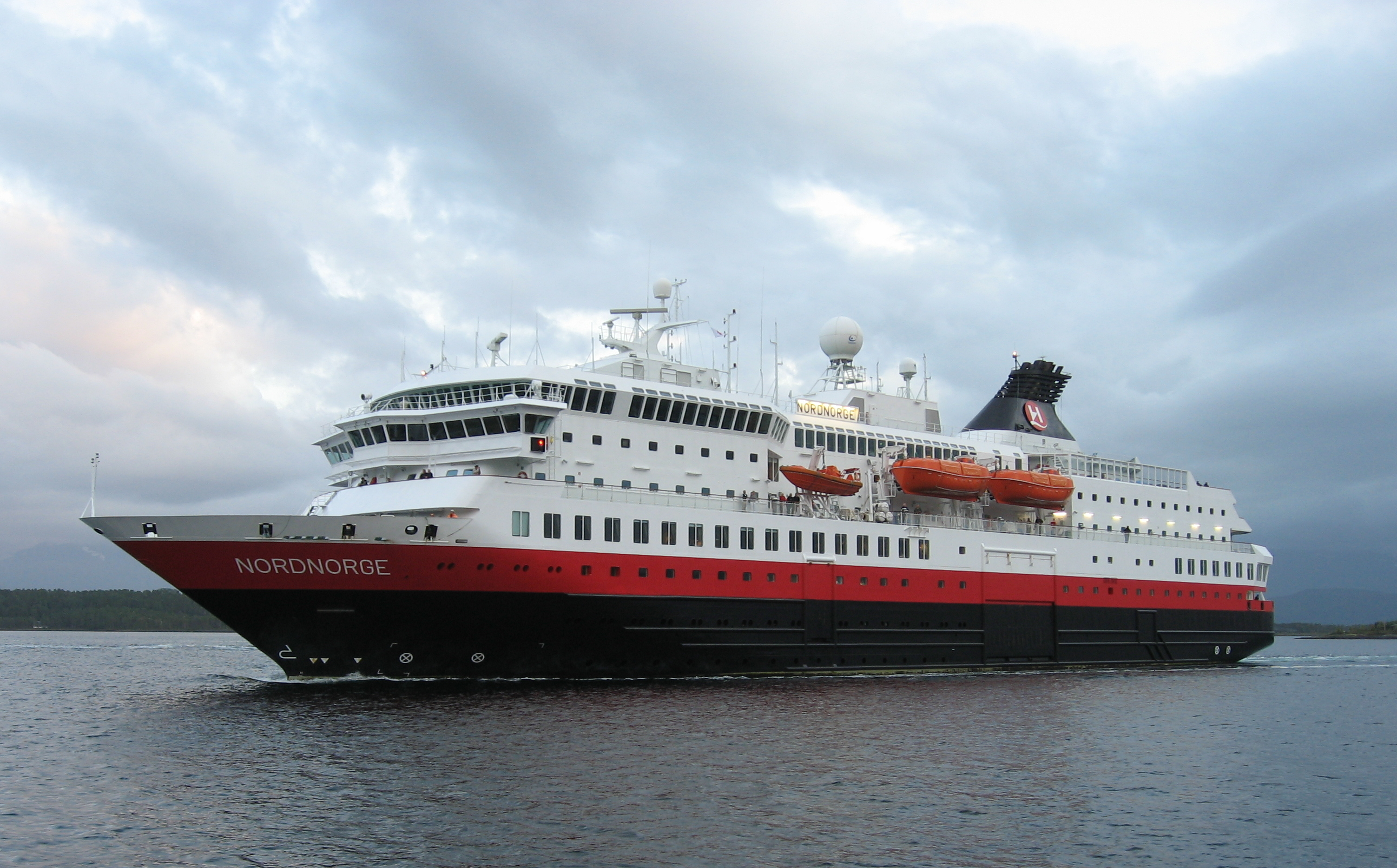
M/S Nordnorge, levererad 1997, i Molde

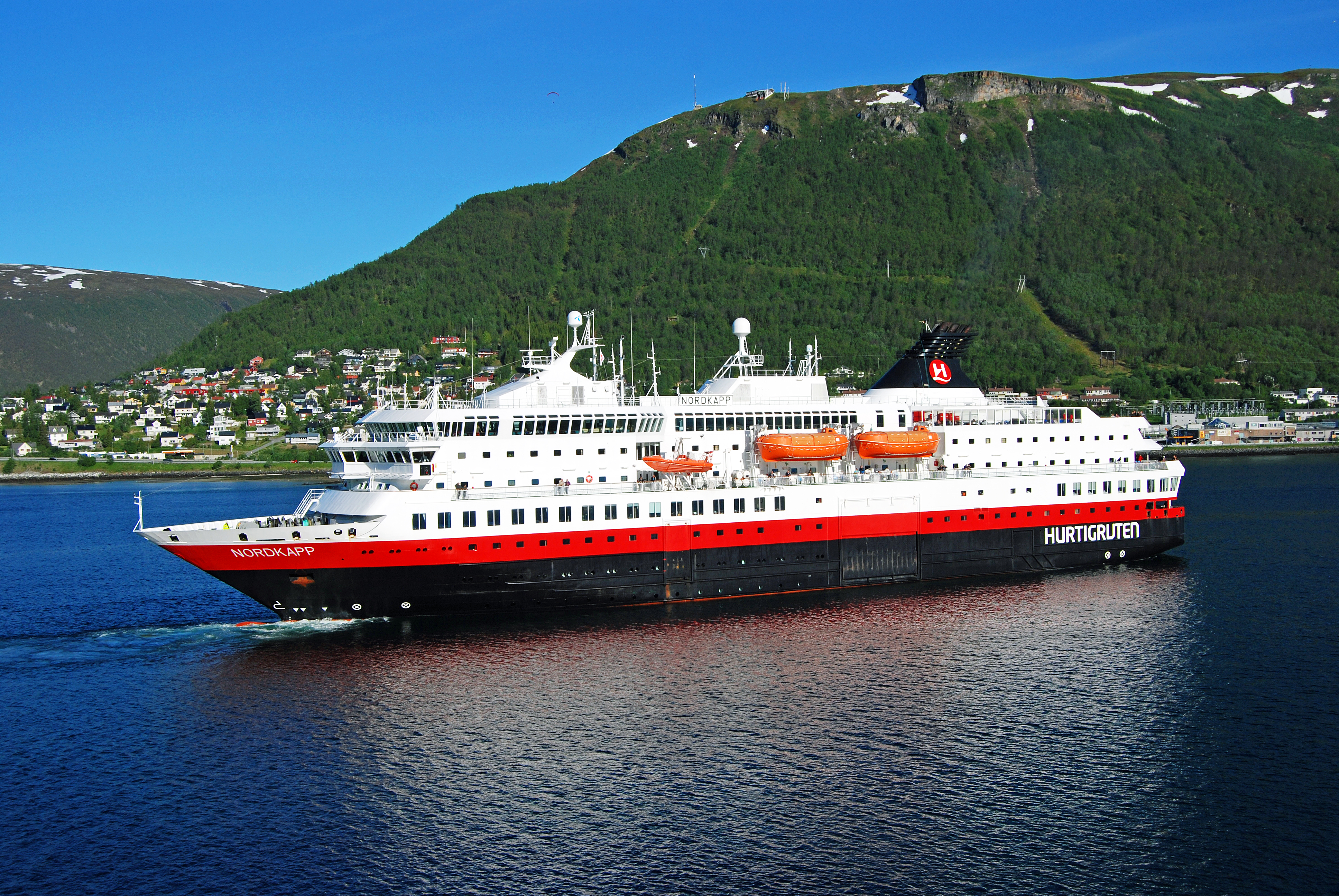
M/S Nordkapp, levererad 1996

Kleven Verft A/S var ett norskt varvsföretag med varvsanläggning på Dimnøya, nära Ulsteinvik i Ulsteins kommun i Sunnmøre i Møre og Romsdal fylke.
Kleven Verft har bland annat byggt fiskefartyg samt passagerar- och kryssningsfartyg för Hurtigruten. Det specialiserat sig på offshorefartyg. Kleven Verft grundades 1939 som smedja av Marius Kleven (1900–1979) och ombildades 1944 till M. Kleven Mekaniske Verksted. År 1961 fick företaget sin första nybyggnadsorder, på den 25,85 meter långa stålfiskebåten Gollenes för bröderna Konrad, Nikolai och Jon I. Kvalsvik.
Sonen John Kleven (född 1931) ledde företaget, där även de tre övriga sönerna Magnar, Asbjørn och Arthur arbetade, från 1964. Under perioden 1990–1999 ägdes det av Kværner, men efter en nedgångstid i varvsbranschen återköptes det av bröderna Kleven. 
Kleven Verft ingick senare, tillsammans med Myklebust Verft i Gursken i Sande kommun, i varvsgruppen Kleven Maritime A/S.
Efter ekonomiska problem i slutet av 2910-talet kom det från 2020 att bli del av Green Yard A/S under namnet Green Yard Kleven.

## Byggda fartyg i urval
- M/S Seabed Constructor, 2014
- M/S Finnmarken, 2002
- M/S Nordlys, 1994
- M/S Nordnorge, 1997
- M/S Nordkapp, 1996
- M/S Roald Amundsen, 2019
- M/S Fritiof Nansen, 2019